# 谢勒德巴
谢勒德巴（法語：Chelle-Debat，法語發音：[ʃɛl dəba]）是法国上比利牛斯省的一个市镇，属于塔布区。

## 地理
谢勒德巴（43°18'18"N, 0°13'47"E）面积8.69 平方千米，位于法国奧克西塔尼大區上比利牛斯省，该省份为法国西南部内陆省份，北至热尔省，西接大西洋比利牛斯省，南与西班牙接壤，东临上加龙省。
与谢勒德巴接壤的市镇（或旧市镇、城区）包括：拉梅阿克、欧巴雷德、卡巴纳克、卡斯泰尔维耶伊、雅克、马尔塞扬、曼村、奥斯梅特、特鲁莱-拉巴特。

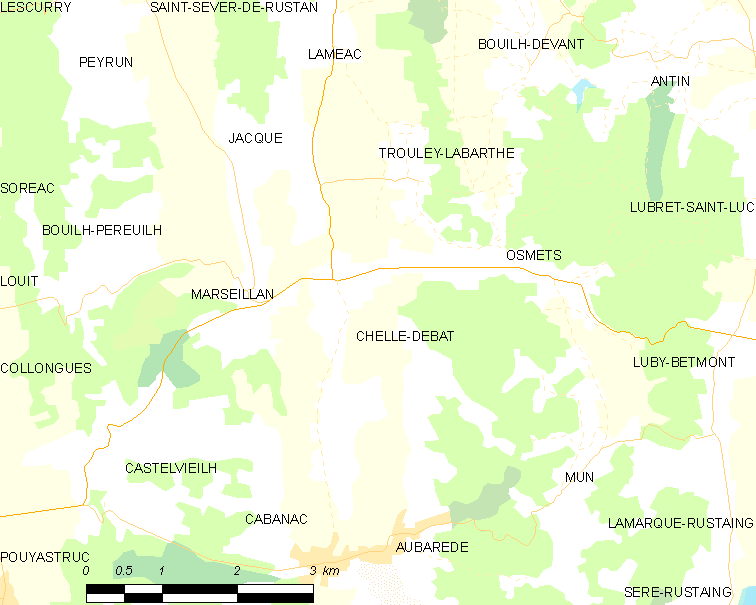
谢勒德巴的OSM定位图

谢勒德巴的时区为UTC+01:00、UTC+02:00（夏令时）。

## 行政
谢勒德巴的邮政编码为65350，INSEE市镇编码为65142。

## 政治
谢勒德巴所属的省级选区为山丘县。

## 人口

1962-2008年间谢勒德巴人口变化图示

谢勒德巴于2022年1月1日时的人口数量为215人。